# Ntabankulu
Ntabankulu – gmina w Republice Południowej Afryki, w Prowincji Przylądkowej Wschodniej, w dystrykcie Alfred Nzo. Siedzibą administracyjną gminy jest Tabankulu.
Do 2011 roku Ntabankulu należało do dystryktu O.R. Tambo.